# Mitzi Martin
Mitzi Martin (* 27. Dezember 1967 in Los Angeles, Kalifornien) ist ein US-amerikanisches Model und Filmschauspielerin.

## Leben
Mitzi Martin wurde Mitte der 1980er Jahre als Model tätig. Sie hatte Magazin-Fotostrecken, war Werbegesicht und war auch Covergirl auf internationalen Ausgaben der Vogue und Elle zu sehen. 2000 hatte sie einen größeren Schauspiel-Einsatz als außerirdische „geile Schnecke Nr.1“ in Ey Mann, wo is’ mein Auto? Die nächsten Jahre folgten weitere, kleine Filmrollen.

## Filmografie (Auswahl)
- 1991: Harley Davidson & The Marlboro Man
- 2000: Ey Mann, wo is’ mein Auto? (Dude, Where’s my Car?)
- 2001: Joe Dreck (Joe Dirt)
- 2002: S1m0ne
- 2005: Die Insel (The Island)
- 2006: Stripped Down